# Tram ATAC: motrici a truck
Le vetture tranviarie a truck dell'azienda municipale di Roma sono state un gruppo di 380 motrici a due assi bidirezionali entrate in servizio a partire dal 1919.

## Storia
Terminata la fornitura delle Dick, Kerr, portata a termine con difficoltà a causa dello stato di guerra, le consegne di nuove vetture riprendono alla cessazione delle ostilità con una nuova tipologia di motrice, dotata di truck rigido in luogo della disposizione ad assi radiali fino ad allora presente sui tram SRTO e municipali. Di aspetto in tutto simile alle precedenti Dick, Kerr si presentano con disposizioni meccaniche ed elettriche innovative, che vanno incontro ad ulteriori perfezionamenti nei nove anni della fornitura. Le vetture si dividono in due tipologie, a truck corto (sei finestrini), e lungo (sette e otto finestrini), con la fornitura dell'ultimo tipo che si prolunga oltre l'entrata in servizio delle motrici a carrelli tipo MRS. Con 280 unità, tra le quali le quattro inizialmente utilizzate dalla SRTO nel 1925, le otto finestrini sono il gruppo di vetture tranviarie più consistente ad oggi esistito nel parco municipale.

## Meccanica
Le casse delle motrici a truck non differiscono particolarmente dalle precedenti Dick, Kerr se non per piccoli particolari o, sulle otto finestrini, la ben più vistosa sparizione del lucernario. 

## Equipaggiamento elettrico

### Motrici sei e sette finestrini
Con il gruppo a sei e sette finestrini la parte elettrica delle motrici cambia radicalmente e diviene quella che resta tipica per tutto il seguente materiale a due assi municipale: equipaggiamento a comando diretto CGE, con controller B54 in varie versioni con sette posizioni di freno elettrico senza pattini elettromagnetici. Le motrici di questo gruppo sono dotate in origine di due motori GE249 da 39 CV, in gran parte sostituiti negli anni venti dai CT135 da 55 CV.

### Motrici otto finestrini
Con la fornitura che si protrae dal 1923 al 1929 le otto finestrini si presentano con varie differenze a seconda dell'epoca di entrata in servizio. Le vetture del periodo 1923-1925, ovvero le 497-897, montano ancora il comando diretto CGE e il controller B54. Tale disposizione è la stessa in uso sulle vetture in uso alla SRTO fino al 1929. Dalla 899 in poi il comando è parzialmente indiretto o semidiretto, con teleruttore di linea montato sotto una delle due piattaforme e controller B54P.

## Impianto freni
È lo stesso delle vetture a truck a sei finestrini.

## Servizio
Le motrici a truck sono utilizzate in modo indifferenziato, sia isolate che in composizione ad un rimorchio, fino alla riforma tranviaria del 1930. A riforma attuata, con le vetture a carrelli in corso di fornitura, le motrici a sei e sette finestrini sono utilizzate normalmente isolate, riservando il traino dei vari tipi di rimorchi alle sole motrici a otto finestrini. Di queste ultime, peraltro, cinquanta unità sono ritirate dal servizio nel 1936 con altrettanti rimorchi dello stesso tipo per la costruzione delle articolate MATER. A partire dal 1939 anche per le motrici a truck inizia la trasformazione in vettura monodirezionale mediante la rimozione di un posto guida e la chiusura degli accessi lato interbinario. L'intero gruppo è stato ritirato dal servizio tra il 1961 e il 1963, con cinque vetture mantenute bidirezionali (905, 907, 909, 911 e 913), che circolano fino al 1969 adibite ai servizi ausiliari della rete. Di queste cinque è tuttora esistente la 907, restaurata ed utilizzata come rotabile storico.
Due vetture a sette finestrini, la 403 e la 409, appaiono trasformate in monodirezionali già nel 1936 circa, ma all'eliminazione del posto guida da una delle due piattaforme non corrispose la chiusura degli accessi. Il motivo della trasformazione di queste due vetture non è mai stato chiarito, visto che le stesse hanno poi fatto sempre servizio in questo stato, naturalmente solo su linee dotate di capolinea ad anello; si è pensato che fossero state preparate per accoppiarle a due a due in modo da formare un treno bidirezionale a capacità abbastanza elevata, da impiegarsi sulle linee con capolinea tronco, secondo una pratica abbastanza impiegata all'epoca su altre reti europee.

## Il treno 497+448
Il gruppo di motrici a sette finestrini finisce ufficialmente con la 495: la vettura successiva, la 497, è infatti a otto finestrini, e si ha ragione di ritenere che si tratti di un prototipo ricavato dall'ultima vettura a sette finestrini della fornitura Carminati e Toselli, che in caso contrario risulterebbe composta da 19 vetture, numero inconsueto che sarebbe portato a un più logico 20 includendovi la 497. È da notare che la stessa situazione si ha per i contemporanei rimorchi a sei finestrini, l'ultima serie dei quali, la 410-446, risulta anch'essa di 19 vetture se non vi si comprende la prima del successivo gruppo di 61 rimorchi. Tutto ciò fa pensare che il treno 497+448 sia stato commissionato dall'ATAG come prova per i successivi gruppi di motrici e rimorchi a otto finestrini. Dal 1945 il rimorchio 448 non appare più in servizio.

## Tram 907
Di tutta la famiglia delle due assi a truck è sopravvissuta la sola vettura 907, appartenente alle "otto finestrini". Di proprietà del GRAF – Gruppo Romano Amici della ferrovia e gestita da ATAC ha subito un restauro completo tornando a circolare dal 2006.

## Numerazione
Continuando con la numerazione solo dispari del materiale motore, le 283-385 sono le sei finestrini, le 287-495 le sette finestrini, le 497-897 le otto finestrini dotate di comando diretto, le 899-1047 quelle con comando indiretto, le 1049-1055 le ex 801-804 della SRTO.